# セノ県
セノ県(Seno)はブルキナファソのサヘル地方の県。
県都はドリ。
2006年の人口は約26.5万人。

## 行政区画

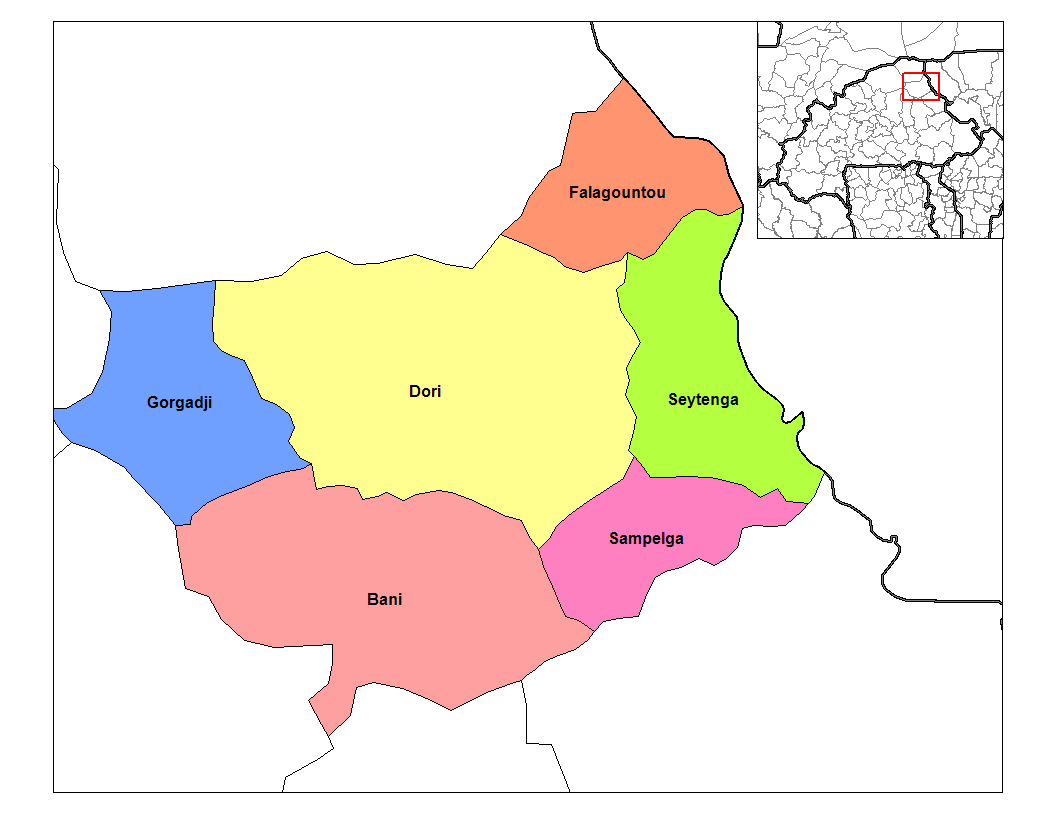
セノ県の郡

- ゴルガジ郡
- サンペルガ郡
- セイテンガ郡
- ドリ郡
- バニ郡
- ファラグントゥ郡

## 地理
- 北：ウダラン県
- 東：ニジェール
- 南東：ヤガ県
- 南：グナグナ県
- 南西：ナメテンガ県
- 西：スム県